# Délioni csata
A délioni csata (vagy deliumi csata)  Kr. e. 424-ben zajlott a peloponnészoszi háborúk idején az  athéni és a boiótiai seregek között, s Délion ostromával zárult pár héttel később.

## Előzményei
Kr. e. 424-ben Démoszthenész és Hippokratész athéni strategoszok elhatározták, betörnek Boiótiába. Ám Démoszthenész tévesen hajózott ki, és így Siphae városában kötött ki, ahol terveit Nikomakhosz, egy phókiszi elárulta. Mivel Hippokratész csapatai még nem érkeztek meg, Démoszthenész visszavonulásra kényszerült.
Hippokratész végül is megérkezett Boiótiába, és elkezdte Délion templomának megerősítését. Amint az erődítési munkálatokkal végzett, öt nappal később, úgy döntött, helyőrséget állít és a had túlnyomó részét visszaküldi Athénba. Ezzel párhuzamosan a boiótiak is összegyűjtötték hadseregüket és rajta terveztek ütni az athéniakon, ám többen is úgy gondolták, látván az ellenség távozását, feleslegesnek tartották a támadást, ám thébai Pagondasz, a boiótiai csapatok vezére felismerte, hogy az athéniek végül úgy is visszatérnének, azt a területet használva későbbi hadjárataik kiindulási pontjául, így támadást sürgetett.

## A csata
Pagondasz seregét egy, az athéniakhoz közeli pozícióba vezette, habár a két hadsereget egy domb rejtette el egymástól.  
A boiótiak 7000 hoplitával, 1000 fős lovassággal, 700 peltasztésszel és 10 000 egyéb könnyűgyalogossal rendelkezett. A jobbszárnyat thébai csapatok alkották, akik soraikat nem a megszokott 8, hanem 25 ember mélységben állították fel, a centrumot haliartoszi, koroneiai, kopai csapatok alkották, a balszárnyat pedig theszpiaiak, tanagraiak és orkhoménosziak. Hozzájuk csatlakoztak később a lokrisziak. 
Amikor Hippokratész tudomására jutott az ellenséges hadsereg jelenléte, csatlakozott a fő athéni csapatokhoz, 300  lovast hagyva hátra Délionban. Az athéniaknak körülbelül megegyező számú hoplitája és lovassága volt, ám kevesebb könnyű páncélos katonája, azok is főleg szövetséges városaiból. A megszokott mélységben sorakoztak fel. 
A felállás aszimmetriája miatt a thébai jobbszárny majdnem biztosan győzelmes volna, ám szintén a felállítás miatt az athéni hoplita sor hosszabb volna s így átkarolná az ellenséges balszárnyat. Pagondasz ezen egyedülálló elrendezése megmagyarázza a később kibontakozó folyamatát és eredményét a csatának. 
A boiótiaiak váratlanul támadtak, miközben Hippokratész a katonáinak szónokolt. A centrumban bontakozott ki a leghevesebb harc.  Amint Thuküdidész beszámolt róla, a boiótiai balszárnyat körbezárták s közel volt a vereséghez, egyedül a thespiaei kontingens tartott ki.
A győzedelmes athéni szakasz zavarba jött miután körülvette őket. Néhány az athéni hopliták közül, összetévesztve bajtársait az ellenséggel, azokkal bocsátkozott harcba, és ölte meg őket, amikor a gyűrű másik végén találkoztak. Ez volt a történelem első dokumentált "baráti tüze" (~friendly fire, Geoffrey Regan, Back Fire, Robson Books Ltd., London, 1995).
Mindenesetre Pagondasz utasította lovasságát a balszárny kisegítésére, s így az athéniak vereséget szenvedtek. Mindeközben a jobbszárny szintén győzedelmes helyzetbe került, s az athéniak megfutamodtak. Amint ezt a centrum észlelte, az is menekülőre fogta. 
Körülbelül 1000 athéni és 500 boiótiabeli katona maradt a harcmezőn, Hippokratészt is beleértve. 
Az athéni hopliták egyike a nagy filozófus, Szókratész volt. Platón kérésére Alkibiadész a következő beszámolót adta a  visszavonulásukról és Szókratész saját tetteiről:  
"Továbbá emberek, érdemes volt Szókratészt szemlélni mikor a had visszavonult Délionból, ugyanis éppen én is ott voltam, lóháton, míg ő hoplita volt. A katonák úton voltak, s amint ő és Lakhész együtt vonultak vissza, beléjük botlottam. Amint megláttam őket, tüstént siettettem kettejüket, acélozzák meg magukat, s biztosítottam, nem hagyom magukra őket. Még jobb lehetőségem kínálkozott Szókratész megfigyelésére, mint Potidaiában volt, mivel kevésbé volt félelmem, hiszen lóháton voltam. Először is, mennyivel is figyelmesebb volt Lakhésznél, másodsorban pedig, ez volt az én véleményem, Arisztophanész (és ez a te nézőpontod), hogy úgy sétálva, ahogy ő itt, Athénban is teszi, pelikánként leselkedve, szemét ide-oda járatva, csendesen barátok s ellenségek után kutatva, nyilvánvalóvá téve, mindenki, még a távol lévők számára is, hogy ha hozzáérnek ehhez a valódi férfihoz, megvédi magát kíméletlenül. 
Ilyen módon épségben távozott társával együtt, ha valaki is imígyen cselekszik, nem fog bántódása esni, ám azokat üldözni fogják, akik hanyatt-homlok menekülnek."
A boiótiaiak estig üldözték ellenüket, az athéniak többsége visszatért a délioni erődbe, ahol a boiótiai követ figyelmeztette őket, ezzel megsértik a szent földjüket, s jobb lesz minél hamarabb távozniuk, ám az athéniak azt válaszolták, mostantól ez az ő földjük, ami szent számukra, s azt önvédelemből védik.

## Következményei
Két héten át semmi jelentős nem történt, mikor is a boiótiai sereghez újabb 2000 hoplita csatlakozott Korinthoszból, valamint egyéb, sokféle szövetségeseiktől. A boiótiaiak egy különös eszközt alkottak, mely Thuküdidész leírása szerint egyfajta lángszóró volt, s a fegyvert arra használták, hogy lángokat gyújtsanak Deliumban így elűzve az athéniakat. "Csupán" körülbelül 200 athéni áldozat volt, a többségnek megengedték, hogy elmeneküljön. Amint Déliont visszafoglalták, Démoszthenész erőivel végre megérkezett, ám az ő és Hippokratész közti kommunikáció hiánya miatt ez lényegében felesleges volt. Sziküón mellett szállt partra, de gyorsan legyőzetett. 
Mindazonáltal, egy új technológia innovatív használatának bemutatásával Pagondasz először használt tervezett taktikai hadviselést az ismert történelemben. Az előző évszázadokban, a görög városállamok közti csaták során igen egyszerűen, csupán hopliták álltak szembe egymással, a lovasság nem játszott jelentős szerepet, így minden a gyalogság egységén s erején múlott. Deliumban Pagondasz mélyebb sorokat, tartalékokat, lovassági fejlesztéseket, könnyű páncélzatú gyalogságot (peltastok) és fokozatos változtatásokat alkalmazott a taktikában a csata közben.

## Fordítás
- Ez a szócikk részben vagy egészben  a   Battle of Delium című angol Wikipédia-szócikk fordításán alapul.  Az eredeti cikk szerkesztőit annak laptörténete sorolja fel. Ez a jelzés csupán a megfogalmazás eredetét és a szerzői jogokat jelzi, nem szolgál a cikkben szereplő információk forrásmegjelöléseként.